# غويلرمو أرياغا فرنانديز
غويلرمو أرياغا فرنانديز (بالإسبانية: Guillermo Arriaga Fernández)‏ هو مصمم رقص وملحن مكسيكي، ولد في 4 يوليو 1926 في مدينة مكسيكو في المكسيك، وتوفي بنفس المكان في 3 يناير 2014 بسبب ذات الرئة.